# Sigismondo I Bertacchi
Sigismondo I Bertacchi (Camporgiano, 1564 – Castelnuovo di Garfagnana, 1635) è stato uno storico italiano.
Uno dei primi storici locali della Garfagnana che raccolse dati e aneddoti, poi ripresi da molti suoi successori. La sua opera, anche se non sempre storicamente esatta, consegna un avvincente resoconto della vita garfagnina della fine del Cinquecento.

## La famiglia
Sigismondo, primo di nome, nacque a Camporgiano in Garfagnana nella famiglia dei conti Bertacchi, figlio di Battista e di Antonia Di Dalli, anch'ella di famiglia nobile. Ebbe per fratelli Domenico e Cesare Bertacchi. In conseguenza, fu zio di Jacopo, conte di Coriano e Ligonchio, e di Pellegrino, vescovo di Modena, nonché di un secondo Sigismondo, successo al padre tale fattore ducale. La famiglia Bertacchi era allora all'apice della sua notorietà e fedelissima alla famiglia d'Este, che le concesse alte funzioni amministrative nel suo stato.

## Biografia
Il nome Sigismondo, molto frequente nella famiglia Bertacchi, porta a facili confusioni. Diverso dal Sigismondo, fratello di Pellegrino, vescovo di Modena, Sigismondo I Bertacchi è ricordato unicamente per la sua "Descrizione Istorica della Provincia di Garfagnana", manoscritto dedicato al duca Francesco I d'Este. L'opera si presenta come una raccolta di dati storici sulla Garfagnana estense e di aneddoti sulla vita locale della fine del Cinquecento; ha il pregio di proporre schizzi geografici dell'intera valle superiore del fiume Serchio eseguiti a mano dall'autore stesso. Tenendo presente l'aggiunta nell'opera di dati posteriori alla morte di Sigismondo, si può supporre che essa venne completata da alti autori dopo la sua dedica al duca d'Este.
Non si hanno molte notizie sulla vita di Sigismondo; le scarse informazioni si possono trovare nell'opera degli storici locali, i quali utilizzarono la sua opera. Domenico Pacchi dà per sicuro che l'autore fosse Cavaliere dell'Ordine di Santo Stefano, mentre Anselmo Micotti produce dati genealogici interessanti. Maggiore storico della regione, Sigismondo ricevette nel 1625 un'antichissima medaglia d'oro con l'effigie di Alessandro Magno, trovata durante scavi effettuati presso la località garfagnina di Castellaccio; questo rinvenimento fu sovente sfruttato dagli storici posteriori per suggerire la presenza di culture fiorenti in Garfagnana nell'antichità.
La Descrizione Istorica della Provincia di Garfagnana venne ripubblicata nel 1973 a cura del Centro di Studio Carfaniana Antiqua.